# نهضت فارس
نهضت فارس که گاه نهضت جنوب و غائله جنوب نیز نامیده می‌شود، یک شورش گسترده در منطقه فارس در سال ۱۳۲۵ بود. این نهضت یکی از مهم‌ترین جنبش‌های سیاسی و نظامی در جنوب ایران پس از جنگ جهانی دوم بود که از لحاظ گروه‌های شرکت کننده و همین‌طور گستردگی آن، می‌توان آن را آخرین حرکت بزرگ ایلی در ایران دانست.
این نهضت در واکنش به گسترش فعالیت حزب توده در فارس و سایر نقاط کشور فعال شد و به رغم رقابت‌ها و خصومت‌هایی که بین نیروهای محلی فارس وجود داشت، آنان در یک همکاری بی‌سابقه ای به منظور مقابله با فعالیت حزب توده در کنار یکدیگر قرار گرفتند.

## تشکیل

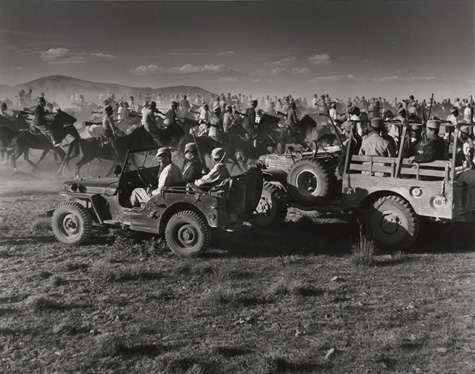
سواران قشقایی در سال ۱۳۲۵

فعالیت‌های حزب توده و سپس حوادث آذربایجان موجب شد که قشقایی‌ها با دیگر ایل بزرگ کشور یعنی بختیاری‌ها، با وجود این که در گذشته روابط چندان دوستانه‌ای با هم نداشتند، به یکدیگر نزیک شوند. از این رو، در نهم تیر ماه ۱۳۲۵ ناصرخان و خسرو خان قشقایی بنا بر دعوت سران بختیاری عازم منطقهٔ بختیاری‌ها شدند و در مناطق ییلاقی شلمزار و دستنا با حضور سران بختیاری از جمله مرتضی قلی خان و ابوالقاسم خان بختیاری مذاکراتی را صورت دادند. سپس در مرداد ماه همان سال در منطقهٔ ییلاقی قشقایی‌ها واقع در نخودان چالقفا در حوالی سمیرم دور دوم مذاکرات صورت گرفت و در نتیجه، توافقنامه‌ای در ۲۳ مرداد ۱۳۲۵ منعقد و اعلام شد که هدف از این اتحاد، ایجاد وحدت برای خدمت به میهن و حفظ شئون ملی و اجتماعی و حفظ تمامیت ارضی و استقلال کشور و اطاعت از حکومت مرکزی است. همچنین در صورت تعرض به هر یک از این ایل‌ها، ایل دیگر به دفاع در مقابل دشمن مشترک می‌پردازد.
پس از انعقاد این موافقت‌نامه این خبر منتشر شد که ایل‌های بختیاری و قشقایی برای حمله به اصفهان و شیراز و به تصرف درآوردن دفترهای حزب توده آماده می‌شوند. اما برای انجام دادن این اقدام ایل بختیاری کوچ فصلی خود را به قشلاق خوزستان متوقف کرده بود تا در نزدیکی اصفهان بماند و حرکت ایل قشقایی به سوی قشلاق سرعت گرفته بود تا در موعد مقرر در اطراف شیراز باشد. از این رو، سران قشقایی با فراخواندن نیروهای طایفه‌های مختلف در مناطق سراب بیضا و تنگ خیاره در شمال غرب شیراز اردو زدند.
به دلیل ایجاد همراهی دیگر ایل‌ها با قشقایی‌ها در اجلاسی که بنا بر دعوت خسرو خان قشقایی با حضور سران ایل‌های کهگیلویه، بویراحمد و ممسنی صورت گرفت، آنان نیز به اتحادیهٔ نهضت جنوب پیوستند. همچنین عده‌ای از سران طایفه‌های ایلات خمسه این اتحاد را پذیرفتند. از سوی دیگر، سران ایل‌های سواحل و بنادر جنوب از جمله حیات داوودی، لیراوی و شبانکاره در مجمعی در ناحیهٔ شبانکاره، معاهده ای به نام «اتحاد صغیر» امضا کردند که در این معاهده از میان بردن کلیهٔ نهضت‌های حزبی، به ویژه مبارزه با حزب توده فارس، آشکارا اعلام شد.
در اول شهریور ۱۳۲۵ اعلامیه‌ای تحت عنوان «بیانیه نهضت مقاومت جنوب» منتشر شد. در این بیانیه از تمام نیروهای محلی خواسته شده بود تا برای مبارزه با خطر «ماجراجویان آنارشیست و هرج و مرج طلبان کمونیست» متحد شوند. همچنین با بیان نگرانی‌های عمومی دربارهٔ مواضع توده‌ای‌ها در قبال مذهب و سنت‌های اجتماعی هشدار داده شده بود و در ادامه، ضمن محکوم کردن توده‌ای‌ها که برای تضعیف تمامیت ارضی ایران گام برمی‌داشتند، قوام‌السلطنه را نیز به دلیل وارد کردن اعضای حزب توده به کابینه‌اش به خیانت متهم کردند، در پایان تأکید شده بود: «چون ورود لیدران آنارشیست‌ها و هرج و مرج طلب را به هیئت دولت کشور دموکرات و مسلمان ایران به منزله اعلان محو استقلال و حاکمیت و تمامیت ایران می‌شناسد، بدین وسیله اعلان خطر می‌نماید… دست به مبارزه علنی خواهند زد.» انتشار این بیانیه انعکاس زیادی در کشور داشت. افزون بر این که نظر محافل سیاسی داخلی و خارجی را به خود جلب کرد، موجب شد که بخش اصلی ایل شاهسون در اردبیل تحرکاتی به وجود آورد.
با مستقر شدن اردوی ناصرخان در آق چشمه در جنوب شیراز، نیروهایی از دیگر ایل‌های جنوب از جمله بویراحمد، ممسنی، خمسه و عده‌ای از اهالی لارستان به قشقایی‌ها ملحق شدند. قشقایی‌ها همچنین محمد خان ضرغامی کلانتر ایل باصری را که همچون شورش‌های قبلی سیاست بی‌طرفی اتخاذ کرده بود، در ۵ شهریور دستگیر کردند و بدین ترتیب برادر دیگر او حسنعلی خان ضرغامی خواه ناخواه حاضر به همراهی با نهضت شد. در نتیجه اردویی در حدود ده هزار نفر تشکیل شد.
قشقایی‌ها و بختیاری‌ها طی طرحی مقرر کرده بودند که در ۲۵ شهریور ۱۳۲۵ به‌طور همزمان به اصفهان و شیراز حمله کنند. ابوالقاسم خان بختیاری بلافاصله پس از اطلاع یافتن از نقشه بختیاری‌ها، ارتش را از این جریان مطلع ساخت. از این رو، نقشهٔ بختیاری پیشاپیش با شکست روبرو شد. در ۱۶ شهریور ۱۳۲۵ مظفر فیروز، معاون پارلمانی نخست‌وزیر، برای سرکوب بختیاری‌ها عازم اصفهان شد. بنا بر دستور وی، سران بختیاری بازداشت شدند و در تهران نیز سایز بزرگان بختیاری در منازل خود تحت نظر قرار گرفتند.
پس از توقیف بختیاری‌ها، در شیراز نیز حکومت نظامی اعلام شد و از ساعت ده شب رفت‌وآمد و حمل سلاح ممنوع گردید. همچنین از خسرو خان قشقایی خواسته شد که خود را در اصفهان به فیروز معرفی کند. اما وی از این کاز خودداری کرد و در باغ ارم شیراز به گردآوری افراد مسلح قشقایی پرداخت. با وجود این، سخت‌گیری چندانی برای تعقیب و برخورد با سران قشقایی صورت نگرفت. ناصرخان در روز جمعه ۲۹ شهریور ۱۳۲۵ از بزرگان و روحانیان شیراز که اغلب از همفکران او در این حرکت بودند، دعوت کرد که در چنار راهدار -در جنوب شیراز- برای مذاکره دربارهٔ اوضاع فارس حاضر شوند. در پی این جلسه نمایندگان طبقات شیراز، روحانیان و مدیران روزنامه‌ها با انتشار بیانیه و ارسال تلگراف به مرکز، پشتیبانی خود را از نهضت جنوب اعلام کردند.
قوام‌السلطنه ابتدا تلاش کرد با فرستادن تلگراف‌های تهدیدآمیز جنبش را متوقف کند اما با عدم موفقیت، با فرستادن یک هیئت بلندمرتبه به شیراز، مخالفان را به میز مذاکره کشاند. به هنگام ورود هیئت مذاکره‌کننده به شیراز، اوضاع فارس به شدت متشنج بود. نیروهای ایل‌ها در اطراف شیراز مستقر بودند. افزون بر این، شهرهای کازرون و بوشهر نیز در محاصرهٔ نیروهای ایل‌ها بودند. اعضای هیئت اعزامی در روز پنج شنبه ۴ مهرماه ۱۳۲۵ برای مذاکره با ناصرخان روانه آق چشمه، محل استقرار وی شدند. این مذاکرات چندین روز به طول انجامید و درخواست اهالی فارس به هیئت اعزامی اعلام شد. قوام السلطنه برخی درخواست‌ها از جمله تشکیل انجمن ایالتی و ولایتی در فارس و تغییر فرمانده لشکر جنوب را پذیرفت، اما بقیهٔ درخواست‌ها را رد و هشدار داد که اگر آن‌ها به مقاومت خود ادامه دهند، ارتش را وارد عمل خواهد کرد. در نتیجه، تحرکات نیروهای ایلات در جبهه‌های کازرون، بوشهر و شیراز شدت یافت.

## تصرف پادگان کازرون
بخشی از نیروهای قشقایی به فرماندهی خسرو خان و محمدحسین خان قشقایی با کمک عده ای از سران بویراحمد مأمور حمله به پادگان کازرون شدند. سرانجام پس از دوازده روز زد و خورد پادگان کازرون در ۱۰ مهر ۱۳۲۵ تسلیم شد. سه عراده توپ، یک دستگاه تانک و حدود دو هزار قبضه تفنگ و چند مسلسل سبک و سنگین به دست نیروهای ایلی افتاد.

## درگیری‌های بوشهر
هم‌زمان با آغاز تحرکات نیروهای ایلی در کازرون و شیراز، سران ایل‌های بوشهر و بنادر برای حمله به بوشهر آماده شدند. رئیس علام رزمی رئیس انتظامات بلوک دشتی با عده ای چریک مسلح از اهرم روانه خورموج شد و پادگان این شهر را به محاصره درآورد. سرانجام پس از نه روز درگیری، پادگان خورموج تسلیم شد. از طرف دیگر سران شبانکاره، پاسگاه برازجان و خوانین حیات داوودی پاسگاه‌های بنادر ریگ و گناوه را خلع سلاح کردند و ادارات دولتی را نیز به اشغال نیروهای خود درآورند. همچنین با قطع کلیه سیم‌های تلگراف و تلفن هرگونه ارتباط بوشهر با دیگر نقاط کشور را قطع کردند. سرانجام با حملهٔ همه جانبهٔ تمام نیروهای ائتلاف، بوشهر به محاصره درآمد و پس از چندین روز درگیری در روز یازدهم مهر ۱۳۲۵ پادگان بوشهر تسلیم شد. کلیهٔ ادارات از جمله دارایی، بانک ملی، بانک شاهی، پست و تلگراف و فرمانداری به اشغال آن‌ها درآمد. سران حزب توده در بوشهر نیز پس از چند روز اختفا خود را تسلیم نیروهای ایلی کردند. فتح‌الله حیات داوودی به فرمانداری و علی تنگستانی به ریاست شهربانی منصوب شدند و تفنگچیان آن‌ها نیز حفاظت از شهر را بر عهده گرفتند.

## محاصره شیراز
با تسلیم نیروهای پادگان کازرون و بوشهر، اوضاع آن مناطق تا حدودی آرامش یافت. اما نیروهای مرکزی نهضت جنوب همچنان در اطراف شیراز با نیروهای دولتی در حال زد و خورد بودند. این در حالی بود که مذاکرات برای حل مسالمت آمیز جریان همچنان ادامه داشت. از این رو، امیر همایون (جواد) بوشهری از سوی قوام‌السلطنه به استانداری فارس منصوب شد تا با سران قشقایی وارد مذاکره شود. وی به اتفاق سرلشکر زاهدی -فرمانده نیروی جنوب- تلاش زیادی کرد تا از راه مصالحه به بحران پیش آمده پایان دهد. اما از آنجا که نتیجه ای از این مذاکرات حاصل نشد، درخواست شد تا از راه مذاکرات سیاسی در مرکز یا با اقدامات فوری وزارت جنگ و ستاد ارتش به «غائله جنوب» پایان داده شود. در این میان، عده ای از اهالی فارس در روز دوازدهم مهر تحت عنوان «نمایندگان طبقات شهری فارس و بنادر» با مخابرهٔ تلگرافی به قوام السلطنه از ناصرخان به عنوان «فرمانده نیروی ملی» اعلام پشتیبانی کردند و خواستار اجرای کامل قانون اساسی و ایجاد اصلاحات برای تسکین احساسات عمومی شدند.
پس از تصرف بوشهر و کازرون، ایل‌ها عمده نیروی خود را به شیراز اعزام کردند. فتح‌الله خان حیات داوودی -فاتح بوشهر- نیز به منظور کمک به قشقایی‌ها به محاصره‌کنندگان شیراز پیوست. این در حالی بود که لشکر فارس اعلام کرد تصمیم دارد از محاصرهٔ شیراز جلوگیری کند و نخواهد گذاشت حادثه بوشهر و کازرون در شیراز تکرار شود. از این رو، هواپیماهای ارتش به بمباران محاصره کنندگان پرداختند که این عمل در متزلزل ساختن روحیهٔ مهاجمان و عقب بردن مواضع آنان مؤثر افتاد.

## مصالحه و پایان تحرکات نظامی
زمانی که تصور می‌شد فاصله چندانی تا تسخیر شیراز نمانده، مسائلی موجب شد که از تصرف حتمی شهر جلوگیری شود. مهم‌ترین دلیل این بود که توده ای‌ها به قشقایی‌ها پیام دادند که در صورت حمله نیروهای قشقایی و دیگر ایل‌ها به شیراز آن‌ها شیراز را به آتش خواهند کشید. این تهدید قشقایی‌ها را هراسان ساخت، زیرا آن‌ها از این که اتهام آتش‌سوزی شیراز به آنان نسبت داده شود، بیمناک بودند. ۶ همچنین دشواری کنترل برخی از ایل‌ها که برای غارت شیراز خود را آماده می‌کردند و در کنار آن سرد شدن هوا و به طول انجامیدن این درگیری‌ها که معمولاً آفت چنین حرکت‌های ایلی است، مزید بر علت شد تا قشقایی‌ها حاضر به مصالحه شوند.
در حالی که از کابینهٔ یازده نفری قوام السلطنه هفت تن براین باور بودند که باید از ستاد ارتش خواست تا شورشیان را سرکوب سازد، حزب توده و فرقه دموکرات آذربایجان نیز اعلام کرده بودند که برای دفع «غائله جنوب» افراد مسلح خود را به جنوب گسیل دارند. اما قوام‌السلطنه تصمیم گرفت که از راه مصالحه بحران جنوب را خاتمه دهد. به این ترتیب، در بیست و یکم مهر ماه ۱۳۲۵ سرلشکر زاهدی که برای ارائهٔ گزارش به تهران رفته بود، برای مصالحه با اختیار تام روانهٔ شیراز شد. پس از بازگشت سرلشکر زاهدی به شیراز، مذاکراتی طولانی بین او و ناصرخان صورت گرفت که در نهایت منجر به امضای موافقت نامه بین دو طرف شد. اجرای کامل قانون اساسی، تشکیل انجمن ایالتی فارس، اتصال راه‌آهن کشور به فارس، آسفالت جاده ای فارس، توسعهٔ بهداشت و فرهنگ فارس، تا دو امکان انتصاب مأموران اداری از اهالی فارس و اعلان عفو عمومی از جمله مهم‌ترین موارد این توافق‌نامه بود. به این ترتیب، در بیست و چهارم ۱۳۲۵ سرلشکر زاهدی با انتشار بیانیه ای خبر از خاتمه نهضت داد. نیروهای قشقایی و دیگر ایل‌ها به تدریج اطراف شیراز را ترک کردند. با پایان یافتن کامل عملیات نظامی، محمدحسین خان از طرف قشقایی‌ها عازم تهران شد تا در مورد اجرای توافق‌نامه با قوام السلطنه مذاکراتی را انجام دهد.

## پیامدها
در اولین واکنش به این واقعه وزرای توده ای کابینه قوام السلطنه ابتدا از حضور در جلسه هیئت دولت خودداری و سپس به طوری دسته جمعی از کابینه استعفا کردند. مهر ماه ۱۳۲۵ به پایان رسید و مظفر فیروز چهرهٔ جنجالی کابینه نیز از هیئت دولت خارج شد. افزون بر این، پایان نهضت جنوب که برای دولت ایران یک پیروزی به‌شمار می‌آمد، این فرصت را ایجاد کرد که با اعزام نیروهای خود به آذربایجان در آذرماه ۱۳۲۵ به عمر حکومت خودمختار فرقه دموکرات پایان دهد. در هنگام پیشروی نیروهای دولتی به سوی آذربایجان، ناصرخان از طرف «مجمع عمومی نهضت ملی فارس» درخواست کرد که دولت اجازه دهد به منظور حفظ استقلال و تمامیت ارضی کشور، ارتش را در عملیات نجات آذربایجان همراهی کند.